# 坂物語り
『坂物語り』（さかものがたり）は、大倉らいたのライトノベル、およびそのコミカライズ作品。

## 概要
当時角川書店社長だった角川歴彦からパーティーの席上で大倉がゲームデザインを行った『センチメンタルグラフティ』ノベライズ版『センチメンタルグラフティ 〜約束』『センチメンタルグラフティ 〜再会』2作の続編要請を受けたものの実現には至らず、『センチメンタルグラフティ』のコンセプトを踏襲したオリジナルの企画として立ち上げられた作品。メディアミックスでは漫画版の他、主人公後藤ときなのフィギュアがユージン（現タカラトミーアーツ）より発売された。

## ストーリー
幼い日、初恋の少年と「10年後に再会する」約束を交わした少女は、記憶の彼方にある《誓いの場所》を友人たちの助力を得て探し始める。長崎、神戸、尾道…旅先で出会う様々な人達の「坂」に秘められた物語りに勇気を得、励まされながら各地を巡る彼女は、少年との再会を果す事が出来るのか?

## 登場人物
後藤ときな
主人公。源氏山女子学園に通う17歳の帰国子女。幼い頃、再会を誓った少年に会うため「坂」のありかを探すHPを友人たちの協力で開設する。そのホームページが精巧に再現されたウェブサイトがかつて存在したが、現在は閉鎖されている。
雄也
ときなが捜し求める少年。作品の中核たる存在でありながら謎が多く、苗字も不明。
美奈子
ときなの親友で世話好き。メインキャラクターであるが、3人組の中で唯一苗字が不明。
小林由佳
同じく、ときなの親友。3人組のまとめ役。
吉川桃子
源氏山女子学園の教師で、ときな達の担任。『セブン』のマスターはオジ。
マスター
ときな達が懇意にしている喫茶店『セブン』の主人。本名は「喜久夫」だが苗字は不明。湘南が気に入って開業したらしい。吉川桃子は彼の姪である。
七々子
尾道の喫茶店『れんが坂』の女性主人で、喜久夫の元恋人。喫茶店『セブン』の名は彼女から採られた。苗字は不明。
七々美
七々子の姪。喜久夫の七々子への気持ちを確かめるため、鎌倉を訪れ、その道中にときなと出逢う。結局は喜久夫に逢うことが出来ないまま尾道に帰るが、尾道に帰った数日後に、尾道の地でときなと再会する。顔は少女時代の七々子と瓜二つ。苗字は不明。
澤村雅也
最近芸能界デビューしたばかりで今後の活躍が期待される大型新人歌手。彼が発表した曲の歌詞がときなと雄也の想い出に酷似しているため、ときなたちは彼を雄也と誤認したが別人だったことが判明。実は雄也の親友であり、ときなの探し求めている坂の場所が北海道に在ることを雄也から聴いたとときなに伝える。

## 既刊一覧
角川スニーカー文庫刊、イラスト：甲斐智久。
1. キミといたあの夏 2000年11月1日初版発行、ISBN 4-04-418603-0
2. キミと吹かれた秋色の風 2001年3月1日初版発行、ISBN 4-04-418604-9
3. キミを見つけた冬の朝 2001年8月1日初版発行、ISBN 4-04-418605-7
4. そしてキミと出会う夏 2002年4月1日初版発行、ISBN 4-04-418606-5

## 漫画
コミカライズとして、『坂物語り〜My Pure Memory〜』（キャラクターデザイン:甲斐智久、画:たなか友基）『少年エース』（角川書店）に1話、『エース増刊 桃組』（同）に2話 - 5話（最終話）を連載。作画担当者にとっては初連載・初単行本作品。清々しいタッチで原作に挑んだ、紀行マンガの形で綴られた友情の物語りである。漫画は原作小説の一部を描いており、漫画版のみに登場するオリジナルキャラクターなどは存在しない。原作でのエンディングではマスター（喜久夫）と七々子が結婚した旨を示唆する記述が在るが、漫画版ではときなと雄也が結婚したことを示唆する絵が描かれている。
- 全1巻 2002年3月1日初版発行、ISBN 4-04-713482-1

## 世界観
本作には第3巻『君と吹かれた秋色の風』の第三章「弘前のりんご坂」に「安達保奈美」という人物が登場する。105ページの9行目に「青森市で酒屋を営む親戚」という記述があり、「センチメンタルグラフティ」のヒロインの1人である「安達妙子」およびその家族を示唆していると思われることから大倉の代表作である「センチメンタルグラフティ」と同一の世界観にある。また、大倉は『センチメンタルグラフティ』を原作する前に『卒業』シリーズ第一弾のヒロイン5人のその後を描いた小説『結婚』を執筆しており、間接的に『卒業』シリーズに関わっていた。この縁故で『センチメンタルグラフティ』のヒロインの1人である星野明日香が通う学校という設定で清華女子高等学校が登場しており、明日香が『卒業III 〜Wedding Bell〜』のヒロイン5人とクラスメイトという公式裏設定も在ることから『卒業』シリーズとも同一の世界観にある。

## モデルとなった場所
当作に登場した日本各地の坂は全て実在する坂である。ただし、ときなにとって想い出の場所となる坂は実在しない架空の坂であることが原作者の大倉によって解説されている。なお、尾道篇に登場した『れんが坂』という坂は正式には「蓮華坂」と書く。ときなたちが来訪した喫茶店「れんが坂」も実在する喫茶店である。
漫画版で桃子がときなたちに差し入れとして「風花の『ウサギ饅頭』」を提供するシーンがあるが、「風花」というのは明月院の中に在る『茶寮 風花』という実在する甘味処である。「ウサギ饅頭」も実際の表記は「うさぎまんじゅう」であるが、これも『茶寮 風花』で提供されている実在する菓子である。　